# Amstel Gold Race 1993
La 28e édition de la course cycliste, l'Amstel Gold Race a eu lieu le 28 avril 1993 et a été remportée par le Suisse Rolf Jaermann.

## Classement final
| Pos. | Coureur             | Pays      | Équipe                 | Temps           |
| ---- | ------------------- | --------- | ---------------------- | --------------- |
| 1    | Rolf Jaermann       | Suisse    | Ariostea               | 6 h 40 min 04 s |
| 2    | Gianni Bugno        | Italie    | Gatorade               | + 0 s           |
| 3    | Jens Heppner        | Allemagne | Telekom                | + 1 min 02 s    |
| 4    | Maurizio Fondriest  | Italie    | Lampre                 | + 1 min 07 s    |
| 5    | Maximilian Sciandri | Italie    | Motorola               | + 1 min 07 s    |
| 6    | Adrie van der Poel  | Pays-Bas  | Mercatone Uno-Zucchini | + 1 min 07 s    |
| 7    | Davide Cassani      | Italie    | Ariostea               | + 1 min 07 s    |
| 8    | Gert-Jan Theunisse  | Pays-Bas  | TVM                    | + 1 min 07 s    |
| 9    | Giorgio Furlan      | Italie    | Ariostea               | + 2 min 17 s    |
| 10   | Franco Ballerini    | Italie    | GB-MG Maglificio       | + 2 min 17 s    |